# Linia kolejowa Merseburg – Schafstädt
Linia kolejowa Merseburg – Schafstädt – lokalna linia kolejowa w Niemczech, w kraju związkowym Saksonia-Anhalt. Ma długość 19 km i biegnie od Merseburga prawie w całości wzdłuż potoku Laucha do miejscowości Schafstädt. Na odcinku Merseburg–Buna Werke linia jest zelektryfikowana i częściowo dwutorowa.